# قائمة العطل الرسمية في قطر
بالإضافة ليوم الجمعة والسبت كعطلة نهاية الأسبوع لقطر العديد من أيام العطل الرسمية السنوية.
| التاريخ                             | المناسبة             |
| ----------------------------------- | -------------------- |
| الثلاثاء الثاني من فبراير           | اليوم الوطني للرياضة |
| في أول شهر مارس                     | عطلة البنك           |
| 1 - 3 من شوال بالتقويم الهجري       | عيد الفطر            |
| 10 - 13 من ذي الحجة بالتقويم الهجري | عيد الأضحى           |
| 18 ديسمبر                           | اليوم الوطني لقطر    |